# Halloween (Buffy the Vampire Slayer)
Halloween, conocido con el mismo nombre en España y Latinoamérica, es el sexto episodio de la segunda temporada de Buffy la Cazavampiros. 
Fue escrito por el escritor independiente Carl Ellsworth y dirigido por Bruce Seth Green. La narración sigue a Ethan Rayne, un adorador del Caos, que hace a todo el mundo tomar la personalidad de los disfraces que están vistiendo en ese momento, haciendo que Spike tenga una oportunidad de matar a la Cazadora.

## Argumento
Es la hora de la primera cita formal de Buffy (Sarah Michelle Gellar) y Ángel (David Boreanaz), y a ella se le hace tarde. Ha estado cazando, sin advertir que otro vampiro la ha estado filmando para que Spike (James Marsters) estudie sus movimientos.
En el instituto, el director Snyder (Armin Shimerman) ha reclutado a Buffy, Xander (Nicholas Brendon) y Willow (Alyson Hannigan) para acompañar a los niños más pequeños en la noche de Halloween. Buffy está algo decepcionada, ya que es la única noche en que los muertos no salen. Junto a Willow intenta descubrir más cosas sobre Ángel, por lo que deciden coger el diario de Vigilante de Giles (Anthony Head) y encuentran un retrato de una joven de la nobleza de 1775, cuando Ángel tenía 18 años. En la tienda de disfraces, Buffy descubre un vestido similar al de la joven del diario de Giles, Xander compra un arma de juguete y Willow, un disfraz de fantasma, a pesar de que Buffy la anima a ponerse algo más atrevido para no pasar tan desapercibida como siempre. Aunque al principio Willow le hace caso, al final se pone el disfraz de fantasma.
Mientras tanto, Spike estudia el vídeo y Drusilla (Juliet Landau) le advierte de que algo importante sucederá: en la noche de Halloween habrá una fuerza exterior que debilitará a la Cazadora.
Cuando llega la noche de Halloween, todos se disfrazan. Xander las recoge en casa de Buffy y cada uno lleva a un grupo de niños por las casas: «truco o trato». Pero las cosas empiezan a cambiar y se transforman en lo que cada uno va disfrazado, salvo Cordelia (Charisma Carpenter), quien compró su disfraz en una tienda distinta. Buffy se convierte en princesa, Xander en marine y Willow en fantasma. Ahora que Buffy ya no es la Cazadora, Spike decide atacarla.
Giles, cuando se entera, investiga y se dirige a la tienda de disfraces; descubre al vendedor, un viejo amigo suyo, Ethan (Robin Sachs), que planea revelar los secretos de Giles en Sunnydale. Pero éste le golpea y lo obliga a decirle cómo acabar con el hechizo. Cuando Giles rompe la estatua que le indica Ethan, Spike está a punto de matar a Buffy. Esta vuelve a ser la Cazadora y derrota a Spike, que huye del lugar donde los tenía retenidos. Los hechizados vuelven a ser los de siempre. Willow decide hacerle caso a Buffy y quedarse con el disfraz atrevido. Cuando cruza la calle, el guitarrista de la banda que tocó en la fiesta de Halloween, Oz (Seth Green), la ve y se queda prendado.
Cuando finalmente se quedan solos, Buffy le dice a Ángel que se vistió así para gustarle, pero él le explica que odiaba a ese tipo de chicas y que sólo quería a alguien interesante y excitante. Al día siguiente Giles regresa a la tienda de Ethan, pero solo encuentra una nota que dice «nos vemos».

## Reparto

### Personajes principales
- Sarah Michelle Gellar como Buffy Summers.
- Nicholas Brendon como Xander Harris.
- Alyson Hannigan como Willow Rosenberg.
- Charisma Carpenter como Cordelia Chase.
- David Boreanaz como Angel.
- Anthony Stewart Head como Rupert Giles.

### Apariciones especiales
- Seth Green como Oz.
- James Marsters como Spike.
- Robin Sachs como Ethan Rayne.
- Juliet Landau como Drusilla.
- Armin Shimerman como Principal Snyder.

### Personajes secundarios
- Larry Bagby como Larry Blaisdell (en los créditos como Larry Bagby III).

## Producción

### Recepción
Halloween tuvo una audiencia de 3.7 millones de telespectadores en el estreno del episodio.[cita requerida] Cuando el episodio se repitió en febrero de 1998, tuvo una audiencia mayor, 4.0 millones de telespectadores.[cita requerida]

## Continuidad
- En un diario de una chica conectada a Ángel en 1775 se dice que en esa época era un humano de 18 años. Esta fecha no concuerda con otros flashbacks. En la primera parte de La transformación (I) se dice que Ángel fue convertido en 1753.

- Como una excepción a la regla o una errata del guionista, un pseudo-vampiro entra a la casa de los Summers sin ser invitado.

## Hechos importantes de la temporada
- Xander aprende las habilidades y conocimientos de un soldado experimentado mediante el hechizo de Ethan. Xander hará referencia en el capítulo cuatro de la cuarta temporada La iniciativa.
- Es la primera vez que Willow toma el mando de la Scooby Gang, haciéndolo otra vez en las temporadas 5 y 6.
- Primera referencia al pasado de Giles, más explicada en Los años oscuros.
- Primera aparición de Ethan Rayne, que será un personaje recurrente más adelante.
- Este episodio establece que los vampiros pueden aparecer en películas, a pesar del hecho de que no se les puede fotografiar. Esto continuará hasta la temporada final, y también se verá en la serie Ángel.